# Bronisław Sularz
Bronisław Sularz, Jerry Sularz (ur. 27 stycznia 1942 w Wieruszowie, zm. 29 sierpnia 2007 w West Milford) – polski piłkarz grający na pozycji bramkarza.

## Kariera piłkarska
Bronisław Sularz karierę piłkarską rozpoczął w młodzieżowej drużynie Prosny Wieruszów: Następnie reprezentował barwy Unii Skierniewice (1955–1958) oraz Polonii Zielona Góra (1958–1963). Następnie wyjechał na studia do Stanów Zjednoczonych na Vanderbilt University w Nashville, gdzie w latach 1964–1967 grał w drużynie akademickiej, po ukończeniu studiów wrócił do Polski, gdzie został zawodnikiem II-ligowego wówczas Górnika Wałbrzych, z którym po spadku do III ligi w sezonie 1969/1970, w sezonie 1970/1971 powrócił do II-ligi, a po ponownym spadku do III ligi w sezonie 1972/1973 odszedł z klubu.
Potem wyjechał do Stanów Zjednoczonych grać w jednym z najlepszych klubów ligi NASL, New York Cosmos, w którym grał do końca sezonu 1975, po czym w sezonie 1976 reprezentował barwy Boston Minutemen. Następnie występował w drużynach ligi ASL: Connecticut Yankees (1976) i New Jersey Americans (1977–1978), po czym zakończył piłkarską karierę. Łącznie w lidze NASL rozegrał 39 meczów.

## Sukcesy
Górnik Wałbrzych
- Awans do II-ligi: 1971

## Życie prywatne
Bronisław Sularz miał żonę Zofię z d. Krystyniak oraz dwójkę dzieci: syna Ashleya oraz córkę Cynthię. Zmarł 29 sierpnia 2007 roku w West Milford w stanie New Jersey.